# Angelo Felice Capelli
Angelo Felice Capelli (Parma, 2 de novembro de 1681 – Ceneda, 16 de novembro de 1749) foi um matemático e astrônomo italiano.

## Obras
- Astrosophia numerica (em latim). 1. Veneza: Antonio Mora. 1733
- Astrosophia numerica (em latim). 2. Veneza: Antonio Mora. 1736
- Astrosophia numerica (em latim). 3. Veneza: Antonio Mora. 1737
- Breve compendio d'operazioni geometriche da farsi colla sola riga, e compasso (em italiano). Veneza: Giovanni Battista Albrizzi. 1765 [1741]